# Malhama Tactical
Malhama Tactical es un contratista militar privado que opera en la Guerra Civil Siria. El grupo, fundado por un yihadista uzbeki seudónimo llamado Abu Rofiq, está estrechamente aliado con Jabhat Fateh al-Sham y su grupo sucesor Tahrir al-Sham. Sus alrededor de una docena de miembros participan ocasionalmente en combate y manejan armas, pero principalmente brindan entrenamiento. Se sabe que la empresa ha trabajado con Ahrar al-Sham y el Partido Islámico de Turkestán. Su líder Abu Rofiq fue asesinado en un ataque aéreo el 7 de febrero de 2017, aunque su muerte ha sido cuestionada.

## Historia
La empresa se fundó en 2015 y saltó a la fama a principios de 2017. Sin embargo, según la cuenta de Twitter del  líder de Malhama Tactical, Abu Salman, el grupo ha estado activo desde 2013 en lo que él ha descrito como "ayuda de emergencia en el campo de batalla". Se han destacado por su prolífico y uso exitoso de las redes sociales para publicitar sus servicios. Malhama Tactical está activo en la región de Idlib-Aleppo. Se observa que los combatientes están considerablemente mejor entrenados que otros combatientes sirios, aunque no tan buenos como los soldados occidentales, y están muy bien equipados. Están bien capacitados en atención médica, lo que les permite reducir sus bajas.
En mayo y julio de 2017, Malhama Tactical llevó a cabo redadas contra las fuerzas gubernamentales en la provincia occidental de Alepo junto a Ajnad al-Kavkaz. En noviembre de 2018, Malhama Tactical junto con Tahrir al-Sham llevaron a cabo una redada nocturna en una base del ejército sirio y rusa, en la que supuestamente murieron 25 soldados, siete de los cuales eran rusos. Después de la muerte de Abu Salman (Abu Rofiq), Ali Al-Shishani se convirtió en el nuevo líder de Malhama Tactical.
Debido a su alto nivel de especialización, organización y despliegue ha sido apodado como el "Blackwater de la Jihad".

### Principales líderes
- Abu Rofiq, también conocido como Abu Salman de Bielorrusia  † (2013-16 de agosto de 2019)[11][12]
- Ali ash-Shishani (16 de agosto de 2019 hasta la fecha)[13]